# Школа из Понт Авена
Школа из Понт Авена је назив за уметничку колонију чији су чланови били Пол Гоген и његови пријатељи, сликари и Е. Бернар и Пол Серизје. Године 1889. група је излагала у кафеу Волпини. Изложба се звала Exposition de Peinture du Groupe Impressioniste et Synthétiste. Одбацију натурализам. Прихватају утицаје народне уметности и јапанских дрвореза у боји. Развили су клоазонизам. Школа је утицала на нубизам, фовизам и експресионизам. 